# Bánfi Zsigmond
Bánfi Zsigmond (1879-ig Braun Zsigmond, Gyoma, 1857. március 6. – Gyula, 1894. április 13.) irodalomtörténész, esztéta, műfordító.
A szarvasi gimnáziumban megszerzett érettségije után főképpen a francia nyelvészet és irodalom körébe vágó tanulmányait a budapesti egyetemen folytatta. 1882-ben nyerte el tanári és bölcsészdoktori oklevelét. Tudása kiszélesítésére stúdiumokat hallgatott Párizsban a Collège de France-on és az École Pratiques des Hautes Études-ön is. Hazatérve a Budapest II. kerületi főreáliskola, majd 1884–1894 között a Kereskedelmi Akadémia rendes tanára volt. A francia irodalom kitűnő ismerője volt, aki finom elmeéllel elemezte az irodalom legbonyolultabb jelenségeit is. Egyes tanulmányai a legcsiszoltabb magyar esszék közé tartoznak. Főműve: „A francia dráma fejlődése a XIX. század első felében”. Kisebb tanulmányait, melyek közül a Molière „Mizantróp” című darabjáról szóló válik ki mélységével, a szerző halála után Gyomai Zsigmond gyűjtötte össze életrajzi bevezetéssel (1895). Lefordította Gotthold Ephraim Lessing Laokoonját és Paul Linden Molière életéről szóló könyvét. Néhány műve Bánfalvi Zsigmond név alatt jelent meg. 
Öngyilkossággal vetett életének véget a Budapest és Gyula között haladó vonaton.